# Trojan 35th Anniversary Box Set
A Trojan 35th Anniversary Box Set egy három lemezes reggae válogatás.  2003-ban adta ki a Trojan Records kiadó.

## Számok

### CD 1
1. The Immortals - Jana
2. Carl Dawkins - I'll Make It Up
3. Boris Gardiner & The Keys - Bobby Sox To Stockings
4. Amiel Moodie - Mellow Reggae
5. Bim & Bam - Fatty
6. The Mad Lads - Mother Nature
7. Niney & Slim Smith - No Honey, No Money
8. Ansel Collins - Cock Robin
9. Gladstone Anderson - Swanee River
10. The Cimarons - Kick Me Or I'll Kick You
11. Delroy Williams - Don't Play That Song
12. Hugh Hendricks & The Upsetters - Land Of Kinks
13. Nora Dean & Vern - Look Over Your Shoulder
14. The Sensations - War Boats (Aka Mr Blue)
15. Delroy Jones & The Jets - Bum Ball Chapter Ii
16. The Chosen Few - Why Can't I Touch You
17. The Gaylads - If You Don't Mind

### CD 2
1. Andy Capp & Ken Parker - Sugar Pantie
2. Roland Alphonso - Saucy Horde
3. Charlie Ace - Judgement Rock
4. Teddy Magnus - Flying Machine (Aka Those Magnificant Men)
5. Cynthia Richards - Jungle Fever
6. Bill Dyce - Take Warning
7. Ansel Linkers - Memories By The Score
8. Untouchables - Pray For The Wicked
9. Roman Stewart - Try Me
10. The Crystalites - Blacula
11. I Roy & Keith Hudson - Silver Platter
12. Stranger & Gladdy - Skanking Monkey
13. The Meditations - Great Messiah
14. Johnny Clarke - Every Rasta Is A Star
15. Linval Thompson - Natty Dread Girl
16. Owen Gray - Free Up Jah Jah Children
17. Big Joe - Tubby At The Controls

### CD 3
1. Brother Dan All Stars - Tribute To K.B
2. The Beltones - I'll Follow You
3. Tommy McCook & The Supersonics - Third Figure
4. The Bleechers - You’re Gonna Feel It
5. Winston Francis - Honey Don't Go
6. The Slickers - Run, Fattie
7. Carl Dawkins - Don’t Get Weary
8. Danny Ray - Julie On My Mind
9. Al Brown - I've Got To Go On Without You
10. Willie Lindo & The Charmers' Band - Drum Song
11. Zap Pow - Wild Honey
12. The Silvertones - What A Situation
13. Jackie Edwards - Come Closer To Me
14. Jimmy Riley - Tell The Children The Truth
15. Ken Boothe - Bring It On Home To Me
16. Private Tabby - If You Leave Me (Aka Don't Stay Away)

## Külső hivatkozások
- http://www.savagejaw.co.uk/trojan/tjetd130.htm Archiválva 2007. december 11-i dátummal a Wayback Machine-ben
- https://web.archive.org/web/20071029153452/http://www.roots-archives.com/release/3721